# Вкусно — и точка
Вкусно — и точка (укр. Смачно — і крапка) — російська мережа ресторанів швидкого харчування, відкрита в приміщеннях мережі McDonald's після її закриття в Росії і повного продажу всього російського бізнесу підприємцю Олександру Говору. Відкриття перших ресторанів мережі відбулося 12 червня 2022 року.

## Історія
8 березня 2022 року через вторгнення Росії в Україну компанія McDonald's оголосила про тимчасову зупинку діяльності в Росії. Водночас було заявлено, що мережа ресторанів продовжить виплачувати зарплати російським працівникам.
16 травня компанія оголосила про повне звільнення з Росії, а також про повний продаж всього російського бізнесу підприємцю Олександру Говору з можливістю через кілька років викупити свої активи назад.
Юридична особа залишилася незмінною, але була перейменована з ТОВ «Макдоналдс» на ТОВ «Система ПБО». Генеральний директор McDonald's у Росії Олег Пароєв залишився на своїй посаді. З 1 червня 2022 року до юрособи приєдналися дві регіональні «дочки»: петербурзьке ТОВ «УРП» (18,4 млрд рублів) та московське ТОВ «ЮРП» (13 млрд рублів). У 2021 році його виручка перевищила 75 млрд рублів.
Крім того, Олег Пароєв був призначений генеральним директором ТОВ «ДВРП» (Владивосток, 644 млн рублів), що спочатку належав Олександру Говору. Основна юрособа колишнього франчайзі ТОВ «Справочник» (Новокузнецк, 2 млрд рублів) зберегло колишнє керівництво. Було викуплено права на всі актуальні бренди McDonald's в Росії до 2035 року. 9 червня 2022 року мережа ресторанів опублікувала свій логотип. Було оголошено, що логотип буде зеленого кольору і при цьому на ньому будуть зображені дві жовті лінії, що представляють палички картоплі фрі, а також жовто-жовтогарячий кружок, що символізує бургер. Серед можливих назв нового бренду були оголошені «Просто так», «Весело та смачно», «Той самий» та «Вільна каса». Заявки на ці назви були зареєстровані у Роспатенті.

#### Відкриття
12 червня в приміщеннях колишніх ресторанів мережі McDonald's в Росії почали відкриватися аналогічні підприємства під новим брендом «Смачно і крапка». У цей день відкрилися перші 15 ресторанів. 13 червня відкрилося ще 50 ресторанів у Москві та Московській області. Відкриття ресторанів у Санкт-Петербурзі, намічене також на 13 червня, перенесли на початок липня.
Серед перших новостворених закладів 12 червня 2022 року о 12:00 за московським часом було відкрито і флагманський ресторан, який знаходиться на Пушкінській площі, шляхом перерізання червоної стрічки під вигук: «Поїхали!». Напис на його будівлі свідчить: «Назва змінюється, кохання залишається». На відкритті був присутній мер Москви Сергій Собянін. За даними кореспондента «Газеты.ru», на відкритті флагмана «Смачно — і крапка» зібралося досить багато людей, проте «натовп далеко не такий, як у 1990 році».

## Чутки про зміну назви
15 червня з'явилася інформація, що назва ресторанів «Смачно і крапка» буде змінена. Однак через деякий час того ж дня в пресслужбі компанії спростували повідомлення про зміну назви і про те, що сама назва мережі — тимчасова. 16 червня генеральний директор «Смачно і крапка» Олег Пароєв заявив, що компанія не розглядає іншу назву для своїх точок швидкого харчування.

## Меню
За словами генерального директора мережі Олега Пароєва, на початковому етапі відкриття ресторанів через проблеми з логістикою та упаковкою будуть доступні не всі раніше відомі страви. За його словами, в меню ресторану не буде бургерів «Біг Мак» та морозива «МакФлуррі» через «стійку асоціацію з брендом „Макдональдз“». Нове меню також буде безалкогольним, але компанія адаптує смаки залежно від регіону. За словами менеджера з якості Олександра Меркулова, страви містять ті ж інгредієнти і готуються на тому ж обладнанні, що і в ресторанах Макдональдз, але подаються в іншій упаковці.

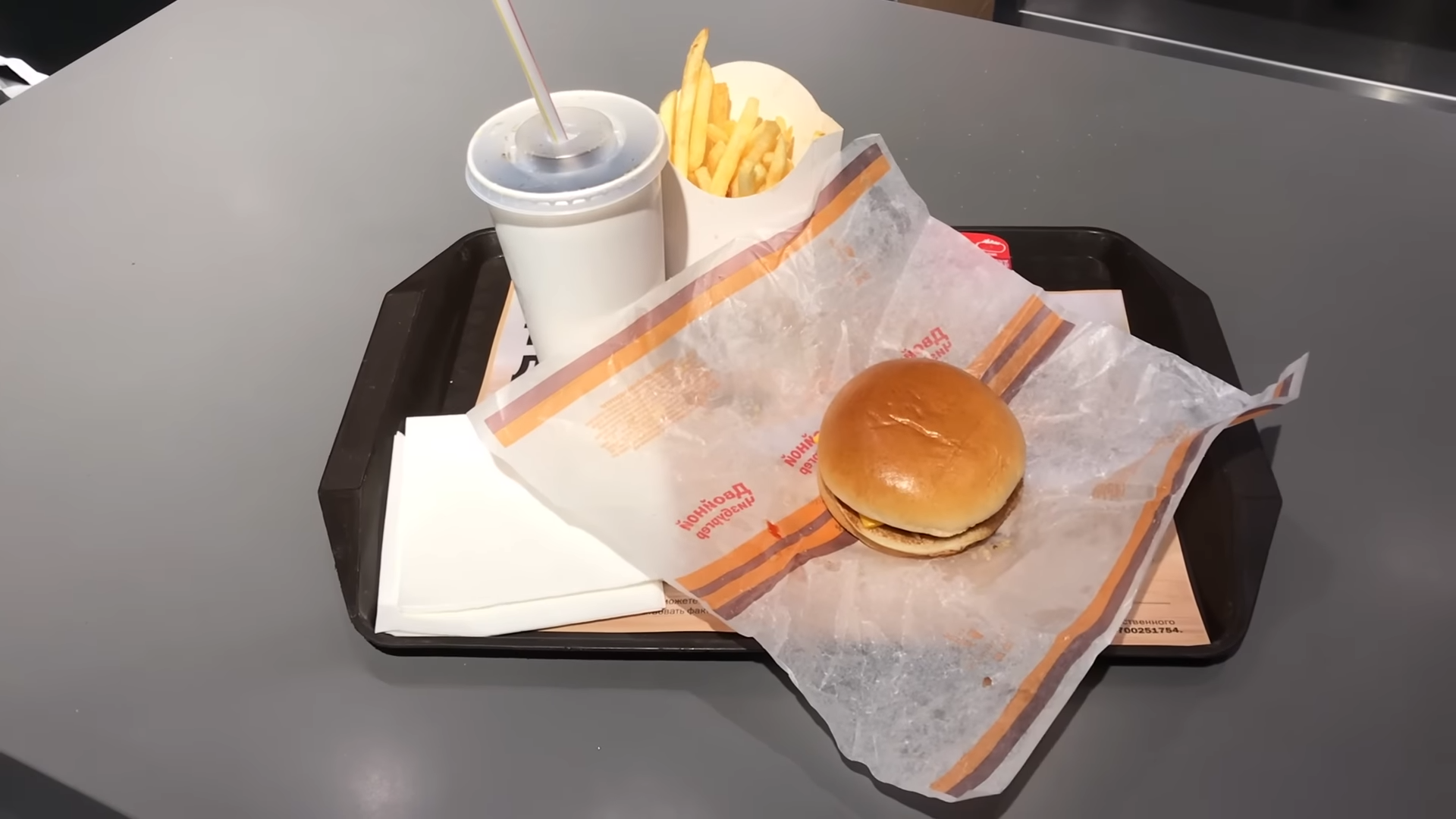
Бургер, картопля фрі та напій
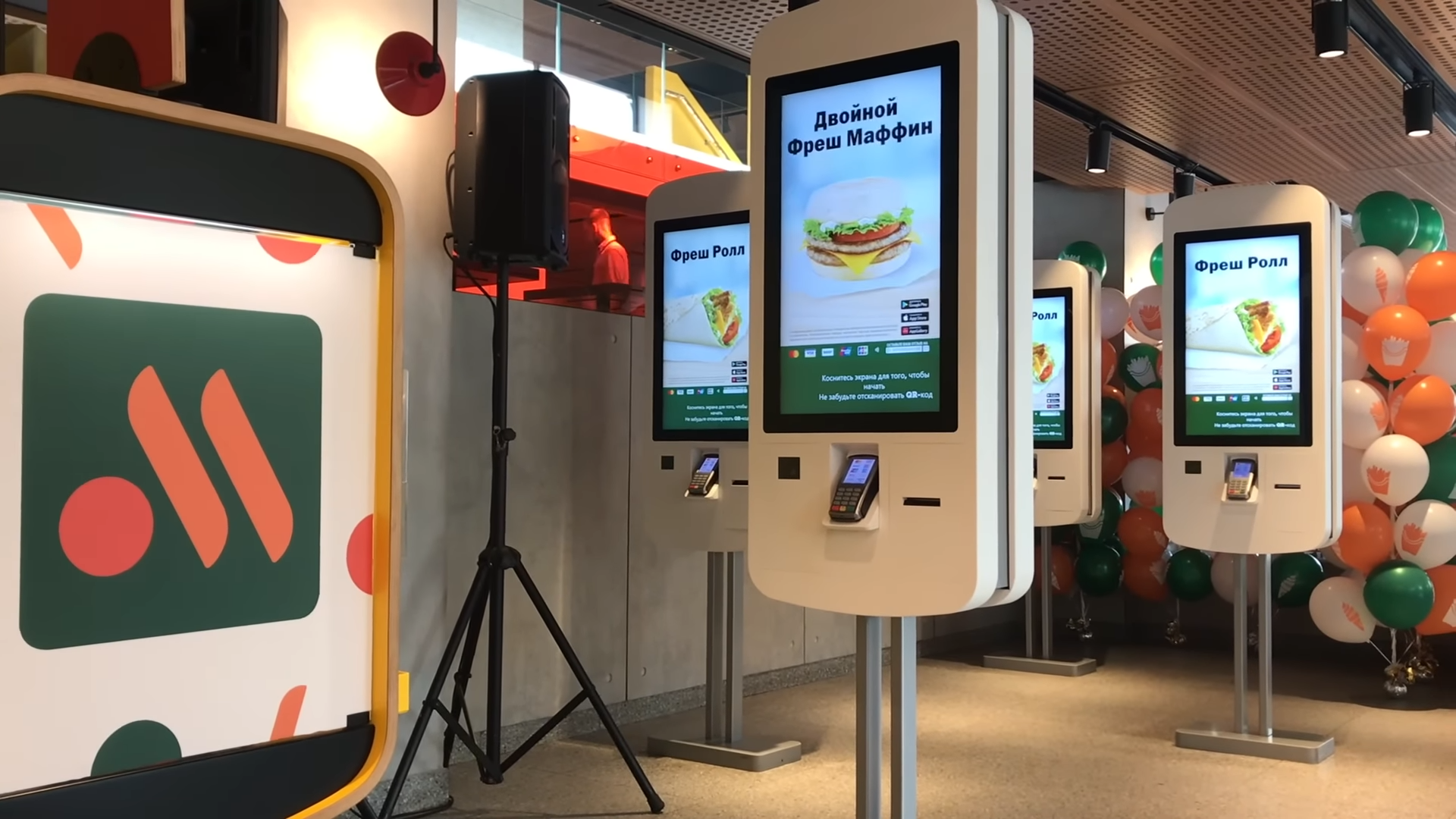
Термінали
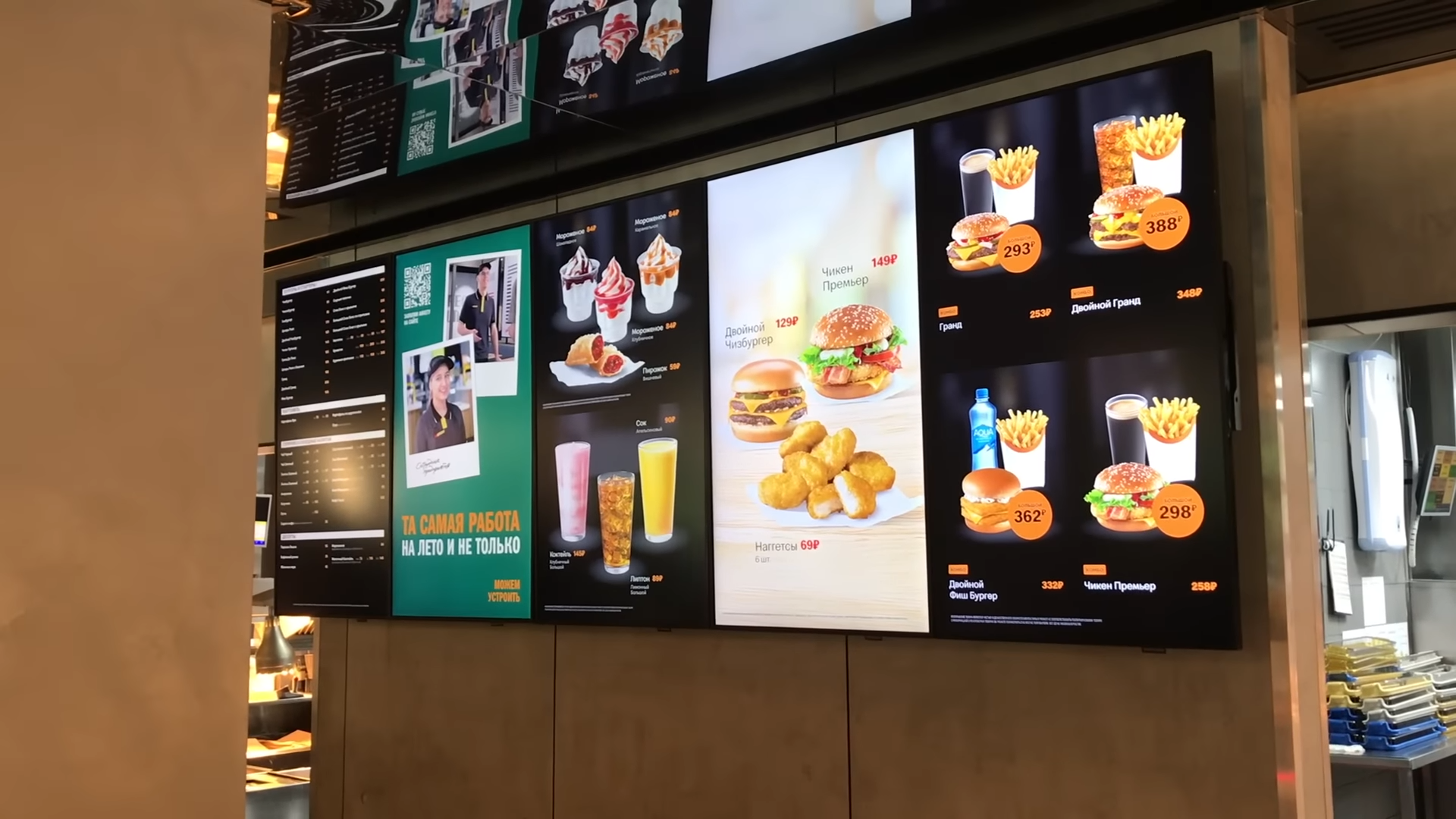
Анімоване меню
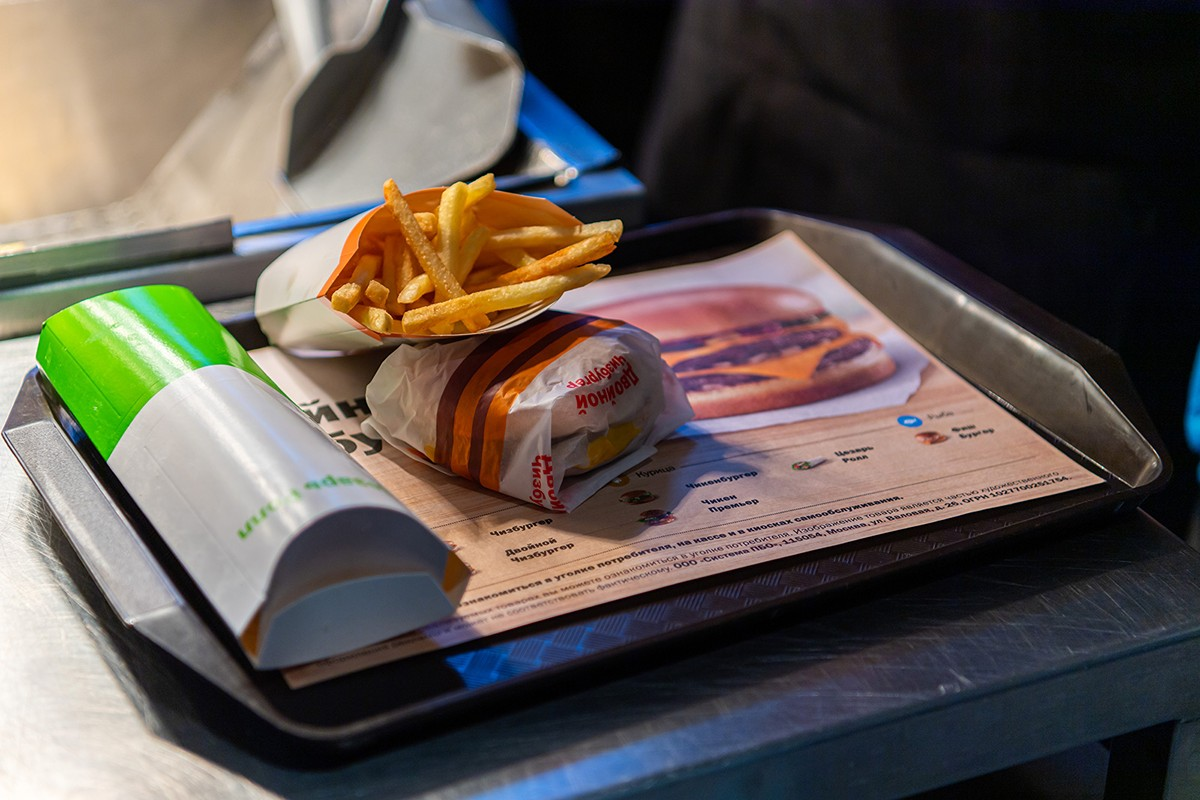
Їжа в упаковці
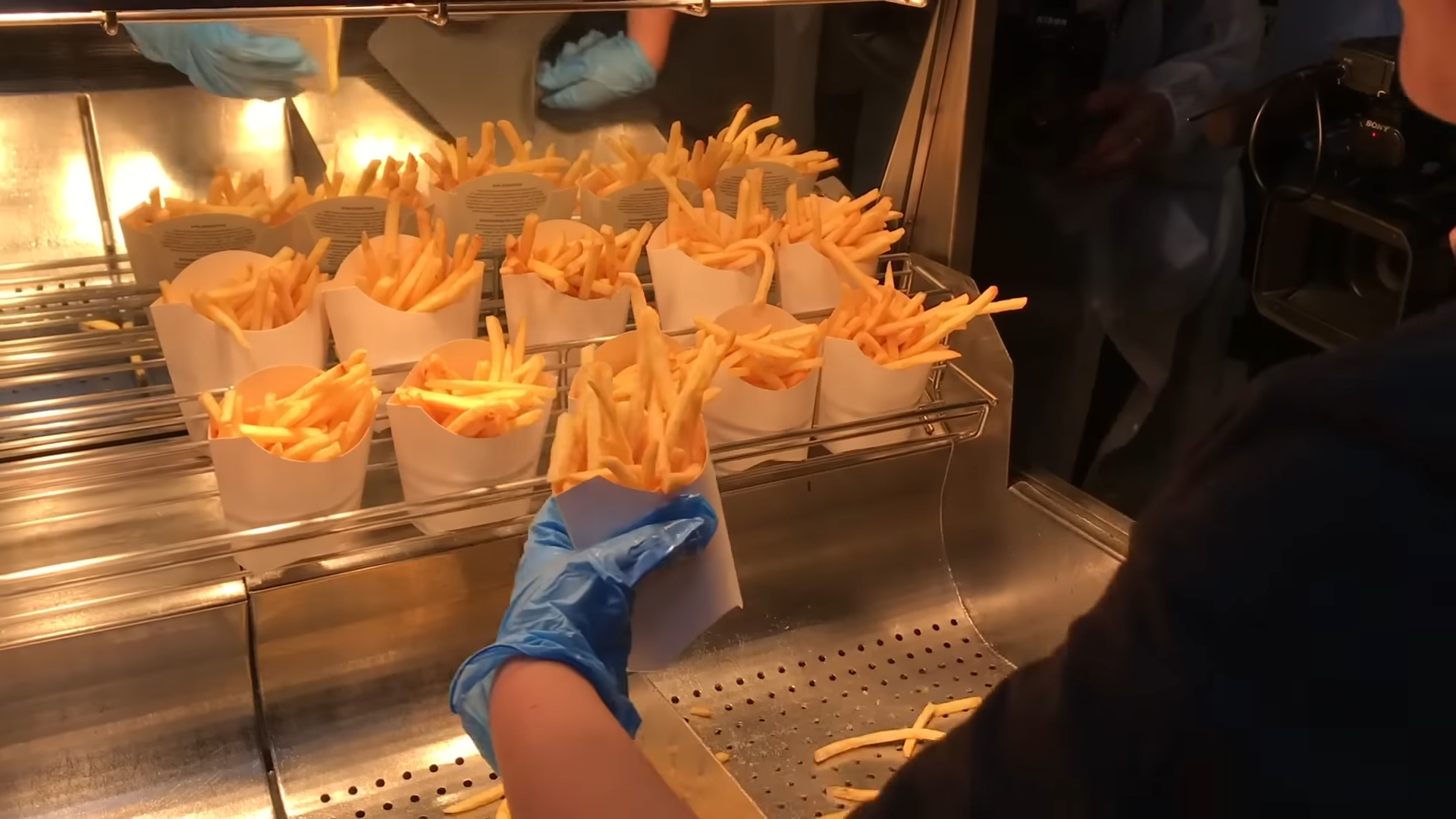
Картопля фрі
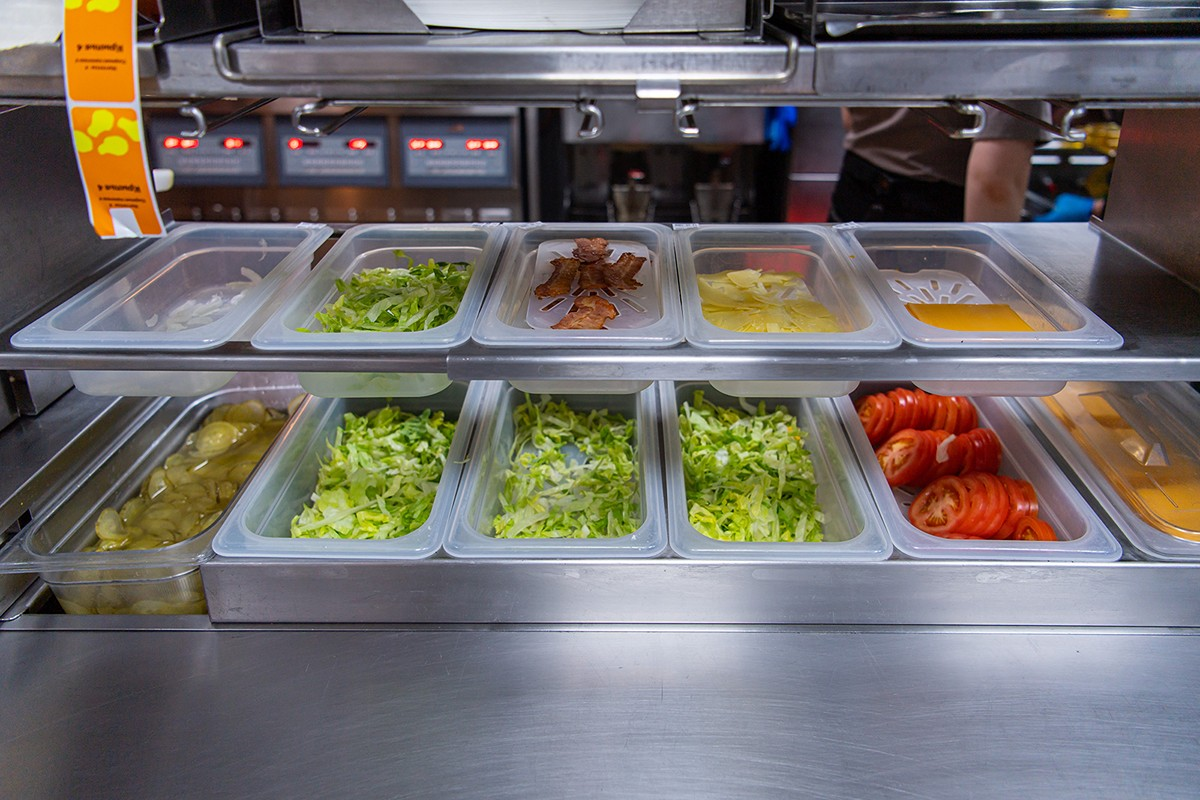
інгредієнти для продукції
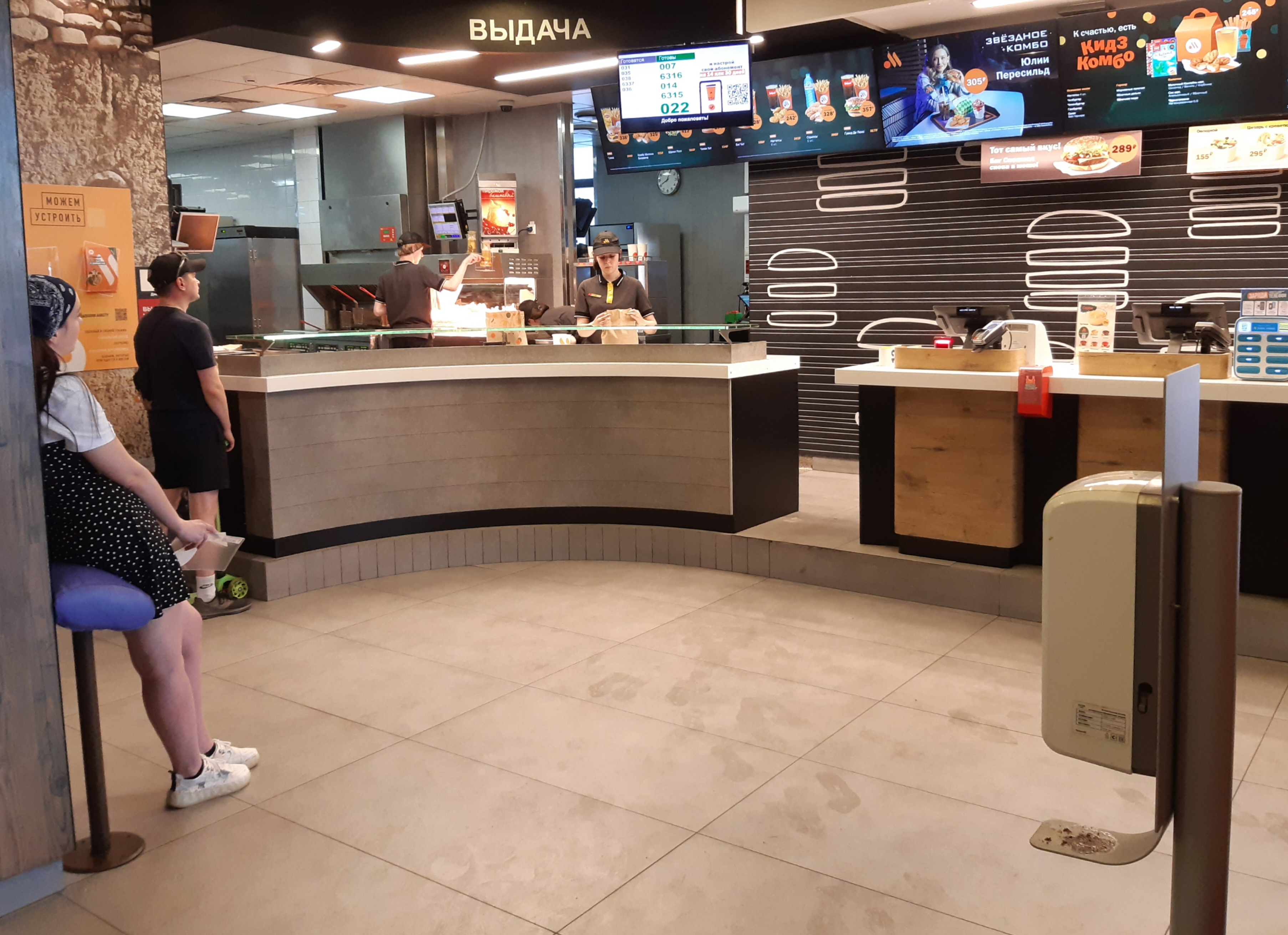
Заклад в середині
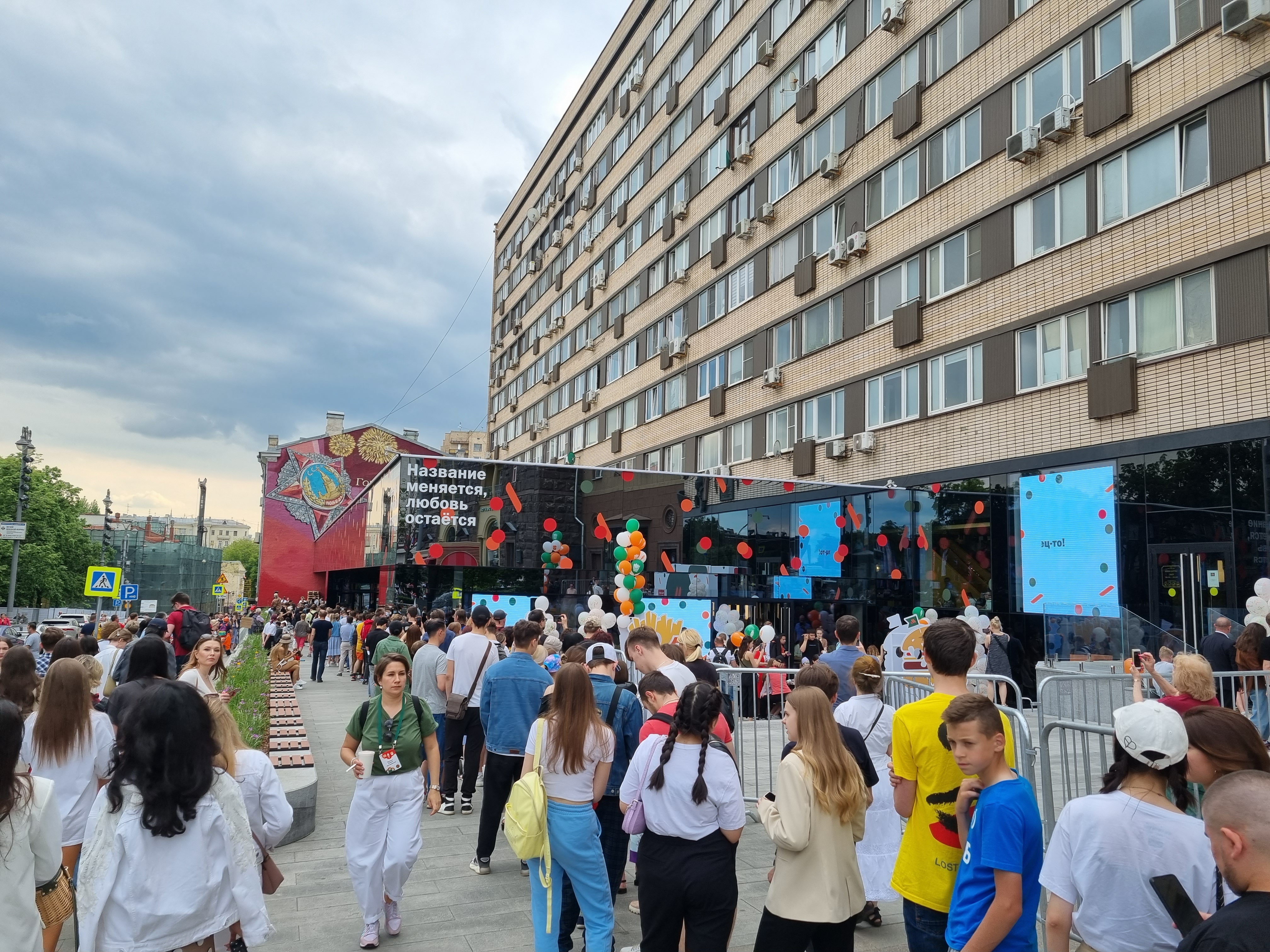
Головний заклад «вкусно и точка»

## Звинувачення у плагіаті
Логотип, представлений 9 червня (зеленого кольору, на ньому зображені дві жовті лінії, що представляють палички картоплі фрі, а також червоно-оранжевий гурток, що символізує бургер), також піддався критиці — відзначають його схожість з мережею готелів Marriott, що працює в Росії; також заявлялося, що логотип мережі виглядає як «логотип готелю Marriott, схрещений з прапором Бангладеш».
13 червня 2022 року з'явилися повідомлення, що логотип «Смачно і точка» є мінімальною переробкою логотипу польского бренду кормів для тварин "Matosmix".
15 червня керівник мережі пітстопів «Їжа і крапка», що діє в Приморському краї, Сергій Понкратов звинуватив нову мережу в плагіаті і вирішив подати на неї до суду з вимогою змінити назву. Він стверджує, що бренд «Смачно і крапка» явно перетинається і позбавляє унікальності та впізнаваності його торгової марки «Їжа та крапка», що працює з 2018 року.